# 卡洛曼 (查理·马特的長子)
卡洛曼（Carloman；710年-754年），加洛林家族成員，法蘭克王國奧斯特拉西亞宮相（743年－747年）、法蘭克公爵。前任宮相查理·馬特的長子及加洛林王朝創建者矮子丕平的兄長，也是查理曼的伯父，747年剃髮出家。

## 生平

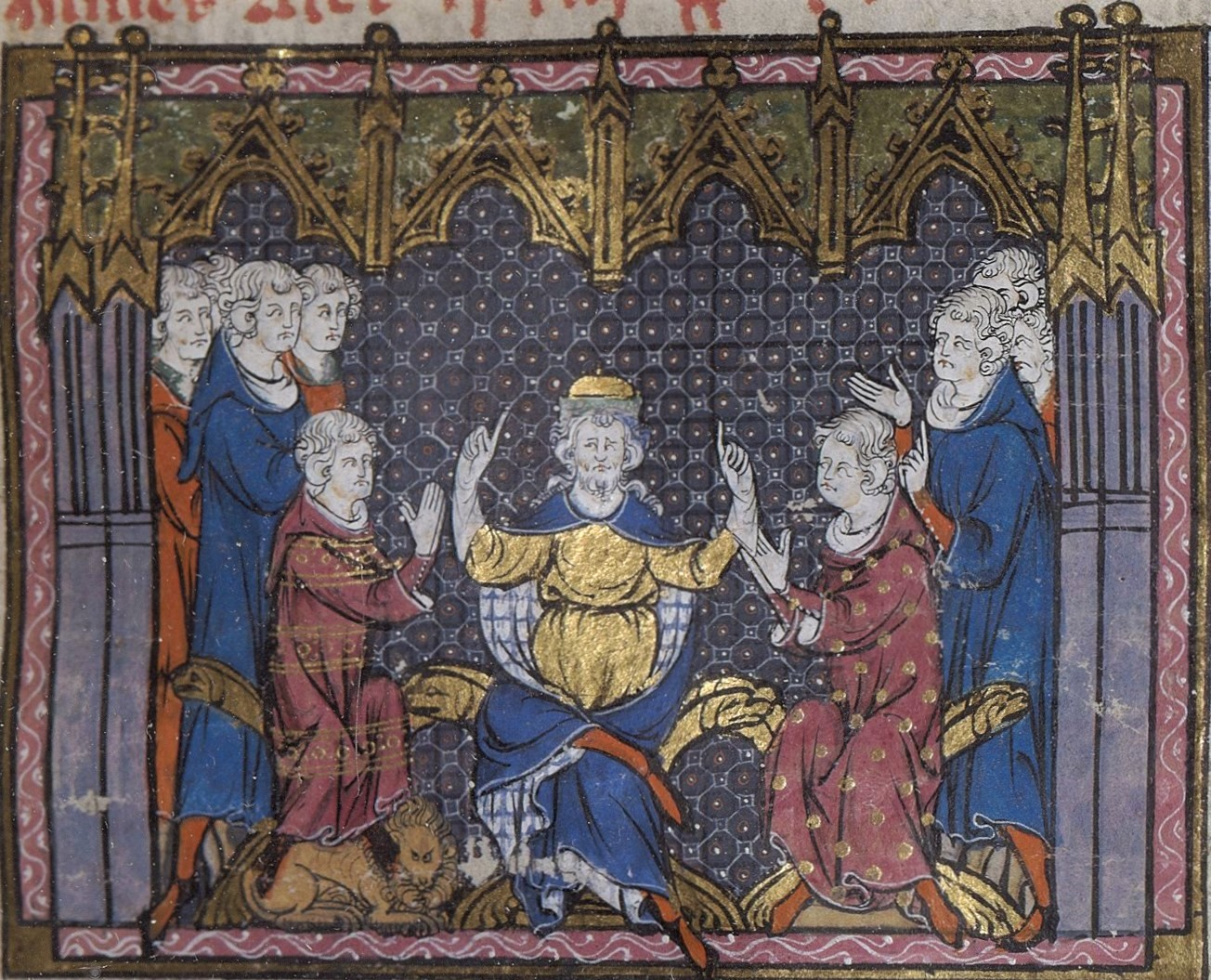
法國國家圖書館中的法國偉大編年史其中一幅微小畫手稿：查理·馬特將王國分給卡洛曼及矮子丕平

741年，父親查理·馬特逝世，卡洛曼繼承奧斯特拉西亞宮相一職，而弟弟矮子丕平則出任紐斯特利亞宮相。自墨洛溫王朝國王提烏德里克四世於737年逝世後，查理·馬特並沒有迎立國王，將王位懸空。
不久，因為查理·馬特沒有按照諸子均分制的傳統平分國土給三名兒子，同父異母之弟格里福要求將一部分的國土分給他，卻被二人拒絕，因而公開反對卡洛曼及矮子丕平，並與二人開戰。可能因為此次叛亂，卡洛曼及矮子丕平為了增加自己的合法性，決定重新迎立墨洛溫王朝血脈為法蘭克國王。
743年，卡洛曼與矮子丕平迎立前任國王希爾德里克二世之子希爾德里克三世為國王。
此後，卡洛曼與弟弟矮子丕平尚算合作無間，軍事上兩人共同進退。742年及745年，卡洛曼先後兩次幫助矮子丕平平定阿基坦公爵霍納德的叛亂。而矮子丕平亦於742-743年協助卡洛曼對抗撒克遜人，撒克遜公爵狄奧多里克被迫達成協議；及於742年及744年共同對抗妹夫巴伐利亞公爵奧迪洛，迫使他與二人和平共處。
卡洛曼統治期間，他繼承祖父赫斯塔的丕平及父親查理·馬特的政策，協助盎格魯-撒克遜人的「日耳曼使徒」聖波尼法爵在奧斯特拉西亞重整當地教會，在巴伐利亞建立四個教區（薩爾茨堡教區、雷根斯堡教區、弗賴辛教區、帕紹教區），並指派聖波尼法爵成為萊茵河東部的所有德意志地區的大主教及宗主。聖波尼法爵從723年開始一直在查理·馬特的保護下。實際上，聖波尼法爵本人曾好朋友溫徹斯特的丹尼爾解釋說，如果沒有查理·馬特的保護，他就不能管理當地教會，捍衛神職人員，也不能阻止偶像崇拜。
卡洛曼於742年召開了德意志議會，這是在法蘭克王國東部地區舉行的天主教會的第一個主要大會。由卡洛曼和聖波尼法爵共同主持，議會裁定祭司不得在其房屋內擁有武器或寄託女子，是消除異教信仰的主要任務之一。父親查理·馬特經常沒收教會財產來獎勵他的追隨者，並支付在圖爾戰役為他帶來勝利的常備部隊（聖波尼法爵認為此政策有必要以保護基督教）。到742年，加洛林家族有足夠的財富以支付他們保留的軍隊及支持教會。對於一個深度篤信宗教者卡洛曼來說，這是愛的責任，但是對於矮子丕平只是為做實務而已。兩者都看到了加強家族與教會之間關係的必要性。卡羅曼捐贈了聖波尼法爵最重要的基礎，即弗爾達修道院。
另一方面，卡洛曼對敵人並不仁慈，甚至是無情，在多次武裝反叛和反叛之後，卡洛曼在746年在坎施塔特召集阿勒曼尼人貴族的集會中，將數以千計大部份的阿勒曼尼人貴族以高度叛國罪逮捕及處決，是為「坎施塔特大屠殺」。這實際上根除了阿勒曼尼人整個部落領導層，並結束了阿勒曼尼亞部落公國的獨立性，此後受到法蘭克人領袖任命的伯爵統治。
這些行動增強了卡洛曼的地位和甚至整個家族的地位，特別是相對於與他對抗的其他野蠻人家族如巴伐利亞阿芝諾芬家族帶來作用。
747年8月15日，卡洛曼放棄了宮相的職位，隱退到修道院生活，由羅馬教皇聖匝加在羅馬為他進行剃髮禮。來自這個時期的所有消息來源表明，卡洛曼從世界舞台引退是出於自己的意願。但卻有不少人猜測，是矮子丕平勾結了教皇，促使卡洛曼留在羅馬並出家。
卡洛曼在索拉泰山創立了一座修道院，然後前往卡西諾山。這段時間的所有文獻，都表明他相信自己是遵從基督的召喚而來的。他退出政治界到卡西諾山，並將餘生大部分時間花在那裡，大概是在冥想和祈禱中。他的兒子德羅戈被認為繼承了他父親奧斯特拉西亞宮相之位，因為他於747年或748年與叔父矮子丕平同時在兩地舉行教會的宗教會議。其後德羅戈向叔父要求他父親在家族遺產中的一份時，但是該要求迅速被廢止。
在卡洛曼退休七年之後，他又一次在國際舞台上短暫停留，也是他即將離開世界的時侯。754年，教皇斯德望二世懇求當時已成為國王的矮子丕平幫助對付倫巴底國王艾斯杜爾夫。卡洛曼離開卡西諾山去拜訪他的弟弟，要求他不要進軍意大利（也許是為他的兒子德羅戈表示鼓勵及支持）。矮子丕平不為所動，並將卡洛曼禁錮在維埃納，卡洛曼於8月17日不明原因死亡，葬在卡西諾山。其子德羅戈同時也被逮捕，在矮子丕平的命令下，亦剃髮出家。